# Mathieu de Fromanteau de Ruyff

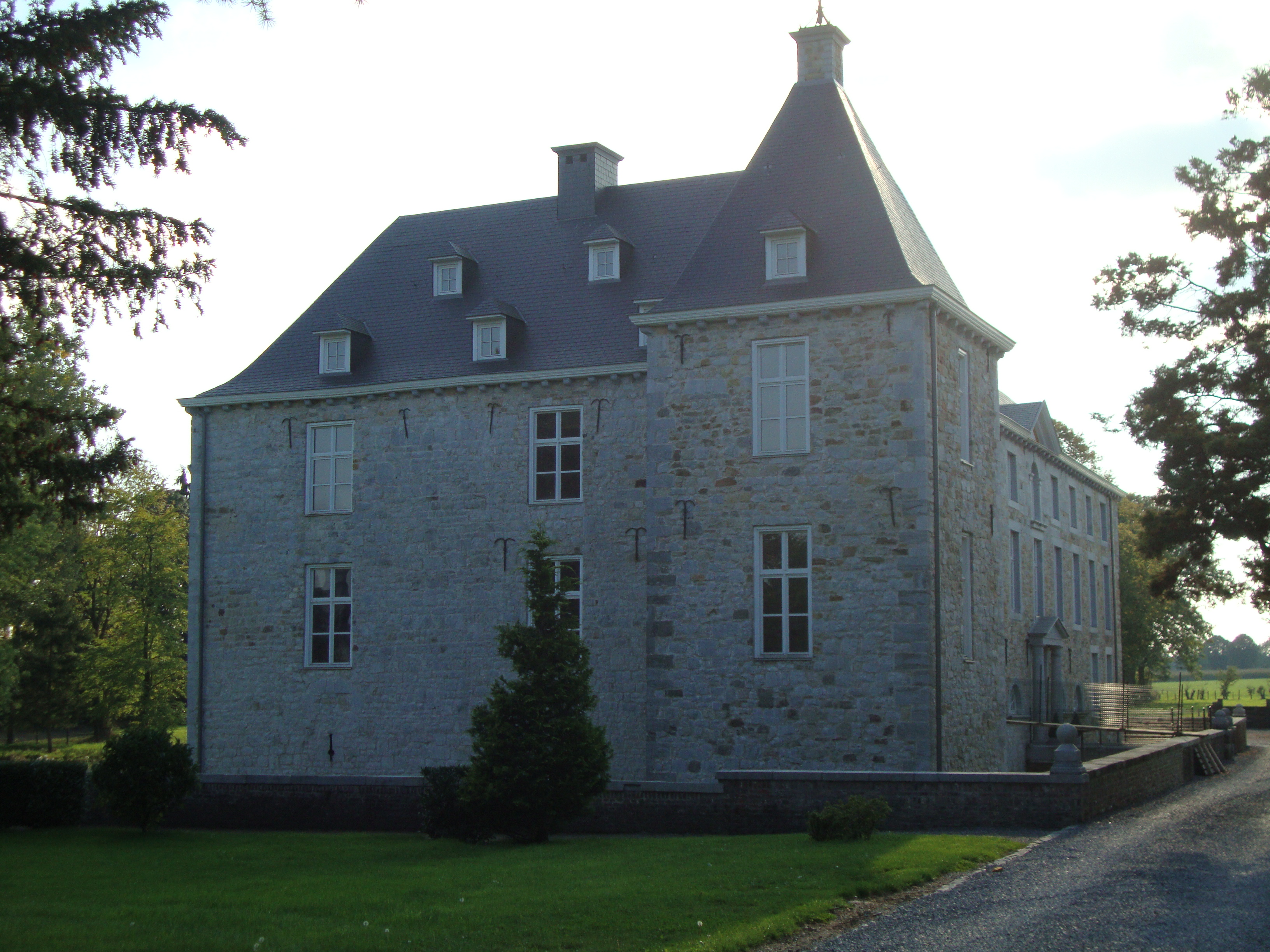
Het kasteel van Ruyff

Mathieu Arnold Guillaume Lambert Antoine de Fromenteau de Ruyff (Hendrik-Kapelle, 25 augustus 1761 - 9 juli 1831) was een Zuid-Nederlands edelman.

## Levensloop
Leopold I, hertog van Lotharingen, verhief twee broers in de adel in 1719. Het ging om de koopman François Fromenteau en de ontvanger-generaal Mathieu de Fromenteau de Ruyff.
De zoon van laatstgenoemde, Lambert de Fromenteau de Ruyff, algemeen ontvanger voor Limburg en de gebieden van Overmaas, verkreeg de titel baron in 1784. Hij was getrouwd met Jeanne Le Pas. 
Hun zoon was Mathieu de Fromenteau de Ruyff, die onder het ancien régime de laatste heer was van Ruyff, Vivier, Kleen Capelle en Wilcoul. Hij was ook schepen van Hendrik-Kapelle en bewoonde het Kasteel Ruyf in deze gemeente.
Hij trouwde in 1791 met Marie-Françoise de Nelis (1767-1833). Haar vader Dominique de Nelis was hoogleraar aan de Universiteit Leuven.
In 1816, onder het Verenigd Koninkrijk der Nederlanden werd Mathieu erkend in de erfelijke adel met de titel baron, overdraagbaar bij eerstgeboorte, en met de benoeming in de Ridderschap voor de provincie Luik.
Het echtpaar bleef kinderloos en de familie was derhalve in 1831 uitgestorven.